# Hamburg-Horn
Horn (ook Hamburg-Horn) is een stadsdeel van Hamburg-Mitte, een district van de Duitse stad Hamburg met net geen 39.000 inwoners eind 2018.
Horn is gelegen in het oerstroomdal van de Elbe. Door Horn loopt de grens van de geestgrond in het noorden en het zeekleilandschap in het zuiden.
De huidige grenzen van het stadsdeel zijn de Bundesautobahn 24 in het noorden, de Güterumgehungsbahn Hamburg, een ringvormige spoorlijn rond Hamburg voor vrachtverkeer in het westen, de Legienstraße, die de grens met Hamburg-Billstedt in het oosten vormt en in het zuiden de Bille, een zijrivier van de Elbe.
In 1855 werd in Horn de Horner Rennbahn gebouwd, een bekende paardenrenbaan waar regelmatig derby's worden georganiseerd. In de jaren twintig en dertig werd het gebied ontwikkeld met hele zones met appartementen in bakstenen bouwwerken.  Horn werd zwaar getroffen door bombardementen op het einde van de Tweede Wereldoorlog. De wederopbouw gebeurde in de jaren zestig.
De U-Bahn van Hamburg bedient met lijn U2 en U4 het stadsdeel via de stations Horner Rennbahn en Legienstraße.
Billbrook · Billstedt · Borgfelde · Finkenwerder · HafenCity · Hamburg-Altstadt · Hamm-Nord · Hamm-Mitte · Hamm-Süd · Hammerbrook · Horn · Kleiner Grasbrook · Neustadt · Neuwerk · Rothenburgsort · Steinwerder · Sankt Georg · Sankt Pauli · Veddel · Waltershof · Wilhelmsburg